# Марушевская, Юлия Леонидовна
Ю́лия Леони́довна Маруше́вская (укр. Юлія Леонідівна Марушевська; род. 2 октября 1989) — активист украинского Евромайдана. Начальник Одесской таможни (19 октября 2015 — 17 ноября 2016).

## Биография
Юлия Марушевская родилась 2 октября 1989 года в селе Щербани Вознесенского района Николаевской области УССР.
В 2012 году окончила Киевский национальный университет имени Тараса Шевченко по специальности «украинский язык и литература, немецкий язык», затем поступила в аспирантуру. Была участницей летней программы Гарвардского университета, а с января по март 2015 года изучала государственное устройство, политическое развитие, борьбу с коррупцией в Центре демократии, развития и права (англ. The Center on Democracy, Development, and the Rule of Law) Стенфордского университета.
Марушевская стала известной в феврале 2014 года, записав во время Евромайдана адресованный иностранцам клип «I am a Ukrainian» (снят английским фотографом Гремом Митчелом, опубликован американским документалистом Беном Мозесом — продюсером фильма «Доброе утро, Вьетнам»). Голос Америки отмечает, что данный «эмоциональный призыв» сподвиг тысячи украинцев выйти на улицы, что, впрочем, является не первым случаем, когда неофициальные СМИ оказывали влияние на политический режим Украины. Впоследствии ряд изданий назвали Марушевскую «лицом Майдана».
9 апреля 2014 года в интервью Чарли Роузу на канале Bloomberg Television Юлия Марушевская рассказала, как, будучи практикантом-преподавателем, повела своих студентов на Майдан, чтобы «изучать Украину здесь, а не в аудитории».
С июня по сентябрь 2015 года работала директором вновь образованного департамента «Агентство инвестиций и развития» Одесской областной государственной администрации (ОГА), с сентября — заместителем председателя Одесской ОГА Михаила Саакашвили. В рамках «кампании по защите свободы Украины» выступала с лекциями и интервью в Великобритании, Норвегии и США.
В октябре 2015 года была назначена начальником Одесской таможни. О назначении Марушевской президент Украины Пётр Порошенко объявил лично за 2 дня до истечения официального окончания приёма заявлений для участия в конкурсе на должность начальника таможни, объявленном ранее, и до необходимого утверждения назначения кабинетом министров. Сама Марушевская полагала, что состоявшееся назначение имело политический характер.
14 ноября 2016 года написала заявление об уходе с должности начальника одесской таможни. Причиной увольнения послужило «возвращение к ситуации, когда те изменения, ради которых я сюда пришла, невозможно осуществить». После этого перестала выходить на работу. Была уволена Председателем Государственной фискальной службы Украины Романом Насировым 17 ноября 2016 года. Насиров также выступил с критикой Марушевской, во время работы которой одесская таможня заняла 12 место по выполнению поступлений в бюджет Украины. В то же время Kyiv Post назвал Марушевскую «маяком в борьбе государства против коррупции».
Замужем за директором украинского новостного телеканала «24» Маркияном Процивом.